# Хуліан Барріо Барріо
Хуліа́н Б́арріо Ба́рріо (ісп. Julián Barrio Barrio; 15 серпня 1946) — архієпископ Компостельський (з 1996). Народився в Манганесес-де-ла-Польвороса, Іспанія. Випускник Ов'єдоського і Папського Саламанкського університету. Священник Асторзької діоцезії (1971—1992). Єпископ-помічник Компостельський (1992—1996). Титулярний єпископ Сабаський (1993—1996). Історик, теолог, доктор наук (Папський григоріанський університет).

## Біографія
- 15 серпня 1946: народився в Манганесес-де-ла-Польвороса, Іспанія.
- 4 липня 1971: у віці 24 років прийняв таїнство священства; став священиком Асторзької діоцезії[1].
- 31 грудня 1992: у віці 46 років призначений єпископом-помічником Компостельським[1].
- 7 лютого 1993: у віці 47 років призначений титулярним єпископом Сабаським[1].
- 5 січня 1996: у віці 49 років, за понтифікату папи Івана-Павла ІІ, призначений архієпископом Компостельським[1]